# Trompette d'admission
Une trompette d'admission est une pièce mécanique ayant approximativement la forme de l'extrémité de l'instrument de musique du même nom, et servant à amener l'air dans un cylindre de manière optimale. On trouve ce dispositif sur les voitures et les motos sportives mais aussi en Formule 1.

## Avantage-inconvénient
Par rapport au système habituel (filtre à air, collecteur d'admission), la trompette d'admission améliore l'entrée d'air dans les cylindres du fait de sa forme et de sa faible longueur. Cependant, cet accès rapide aux pistons au travers des soupapes risque de laisser s'introduire des particules voire des objets dans les cylindres avec les dommages que cela pourrait causer. Ce risque peut être atténué en posant une grille métallique au-dessus de la trompette d'admission, ce qui est souvent fait, mais ce dispositif n’empêche pas la poussière de rentrer et d'user les pièces mécaniques du cylindre, ce qui est accepté pour les véhicules de compétitions qui doivent souvent être révisés.

## Utilisation

### Aéromodélisme
L'entrée d'air des modèles réduits d'aéromodélisme est équipée de trompette d'admission destinée à réguler l'entrée d'air dans le cylindre.

### Véhicules de sport
La plupart des véhicules de sport (moto, kart, automobile, etc.) sont équipés de trompette d'admission.

### En Formule 1
En Formule 1, on parle aussi de trompette bien que la forme soit assez différente de celle de l'instrument de musique. Cette « trompette » sert à alimenter l'ensemble des cylindres de manière optimum. Lorsque cela est autorisé, l'entrée d'air est placée de manière à utiliser au maximum la compression de l'air générée par le déplacement du véhicule.